# Dairi (huyện)
Dairi (huyện) là một huyện (kabupaten) thuộc tỉnh Bắc Sumatra, Indonesia. Huyện lỵ đóng ở Sidikalang. Huyện có diện tích 2.928 km2, sân số theo điều tra năm 2000 là 307.766 người

## Các đơn vị hành chính
Huyện gồm có phó huyện hành chính (kecamatan) sau:
Berampu •
Gunung Sitember •
Lae Parira •
Parbuluan •
Pegagan Hilir •
Sidikalang •
Siempat Nempu •
Siempat Nempu Hilir •
Siempat Nempu Hulu •
Silahisabungan •
Silima Pungga-Pungga •
Sitinjo •
Sumbul •
Tanah Pinem •
Tiga Lingga